# Landesbildungsserver Baden-Württemberg

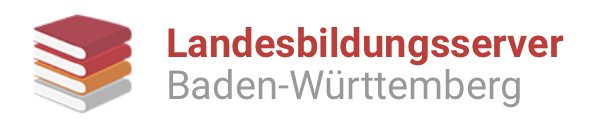
Logo des Landesbildungsservers Baden-Württemberg

LBS-BW

Der Landesbildungsserver Baden-Württemberg ist eine Plattform des Landes Baden-Württemberg im Umfeld Schule. Er wurde bis Februar 2019 vom Landesinstitut für Schulentwicklung (LS) im Auftrag und in Zusammenarbeit mit dem Ministerium für Kultus, Jugend und Sport betrieben und weiterentwickelt; die Aufgaben des ehemaligen Landesinstituts übernahm ab März 2019 das neu gegründete Institut für Bildungsanalysen Baden-Württemberg (IBBW). Er unterstützt die Prozesse der Schul- und Qualitätsentwicklung. Zielgruppen sind Lehrer, aber auch alle anderen am schulischen Leben Beteiligte und Interessierte.
Hauptziel ist, Lehrende aller Fächer und aller Schularten zur Integration moderner digitaler Medien in den Unterricht zu motivieren. Hierfür stehen zahlreiche Beispiele, Anregungen und Anleitungen auf der öffentlich zugänglichen Internetplattform zur Verfügung. Die Inhalte sind, wo immer es sinnvoll ist, schulartübergreifend in Fachportalen gesammelt. Für schulartspezifische Materialien stehen darüber hinaus Schulartportale zur Verfügung. Die pädagogischen, didaktischen und fachinhaltlichen Materialien werden beständig ergänzt und aktualisiert.
Die Fülle der Unterrichtsfächer und Lerninhalte in den verschiedenen Schularten kann auf dem Server nicht abgedeckt werden. Deshalb steht eine breitgefächerte exemplarische Auswahl geeigneter Materialien bereit. Das Angebot umfasst Hinweise und Informationen zur Unterrichtsvorbereitung, Tipps zur Unterrichtsgestaltung unter Einbeziehung von PC und Internet, herunterladbare Arbeitsmaterialien, Projektdokumentationen, Darstellung von Arbeitsabläufen und Experimenten und vieles mehr. Besondere Beachtung verdienen interaktive Lernmodule, die teilweise auf dem Server ablaufen, teilweise vom Benutzer heruntergeladen und lokal gestartet werden können. Kollegen sollen die vorgegebenen Materialien nicht nur benutzen, sondern darüber hinaus angeregt werden, ähnliche Dinge selbst zu entwickeln, im eigenen Unterricht einzusetzen und möglichst zur Publikation auf dem Landesbildungsserver zur Verfügung zu stellen.
Alle Rubriken des Servers sind zur Sicherung der Qualität redaktionell betreut. Automatische Selbsteintragungen sind nicht möglich.
Lehrende des Landes haben die Möglichkeit, auf dem Landesbildungsserver zentral abrufbare E-Learning-Kurse einschließlich Lernzielkontrollen in einer komfortablen Umgebung (Moodle) zu entwickeln und für diese Kurse individuelle Leseberechtigungen zu definieren. Berechtigte Benutzer, z. B. eigene Schüler, können diese Kurse interaktiv bearbeiten.
Neben Internetseiten, Downloads und der E-Learning-Plattform Moodle bietet der Landesbildungsserver weitere Dienstleistungen an, so z. B. Mailinglisten, Groupware BSCW (Basic Support for Cooperative Work, dt.: grundlegende Unterstützung für Zusammenarbeit), Umfrage-Tools (LimeSurvey) und Foren.